# Üsküdar
Üsküdar (dříve známý pod názvem Scutari) je rozsáhlou kosmopolitní městskou částí nacházející se na asijské části Istanbulu. Hraničí s městskými částmi Beykoz (sever), Ümraniye (východ), Ataşehir (jihovýchod) a Kadıköy (jih). V roce 2012 měla městská část Üsküdar celkovou rozlohu 35.7 km² a 582.666 obyvatel. Üsküdar je nejen samostatnou Istanbulskou provincií, ale stejně tak se jmenuje i její historické centrum.

## Členění
Istanbulský městský obvod Üsküdar vznikl roku 1984 a skládá se z celkem 33 městských částí:
| - Acıbadem - Ahmediye - Altunizade - Aziz Mahmud Hüdayi - Bahçelievler - Barbaros - Beylerbeyi - Bulgurlu - Burhaniye - Çengelköy - Cumhuriyet | - Ferah - Güzeltepe - Icadiye - Kandili - Kirazlıtepe - Kısıklı - Küçük Çamlıca - Küçüksu - Kuleli - Küplüce - Kuzguncuk | - Mehmet Akif Ersoy - Mimar Sinan - Murat Reis - Salacak - Selami Ali - Selimiye - Sultantepe - Ünalan - Validei Atik - Yavuztürk - Zeynep Kamil |